# Oscar Zárate
Oscar Zárate (né le 9 juin 1942 en Argentine) est un illustrateur argentin, également dessinateur de bande dessinée.

## Biographie
Zarate a étudié l'architecture et mené une brillante carrière dans la publicité en Argentine. Il s'installe en Europe en 1971 et commence à travailler sérieusement en tant qu'illustrateur. Il a dessiné pour le magazine de bandes dessinées britannique Crisis. Dans la série de livres Introducing ... and ... For Beginners, il a illustré des textes de Richard Appignanesi, Alexei Sayle, Dylan Evans, JP McEvoy, Angus Gellatly et Rupert Woodfin. Il est peut-être surtout connu aux États-Unis en tant qu'artiste pour le roman graphique A Small Killing écrit par Alan Moore, une histoire complète sur un directeur de la publicité autrefois idéaliste hanté par sa personnalité d'enfance.

## Œuvres publiées en français
- Petits Meurtres, avec Alan Moore, Zenda, 1991. Réédité en 2005 sous le titre Une petite mort.
- Trois Artistes à Paris, avec Carlos Sampayo, Dupuis, coll. « Aire libre », 2006.
- Fly Blues, avec Carlos Sampayo, Futuropolis, 2008.
- La Faille, avec Carlos Sampayo, Futuropolis, 2010.
- Le peintre oublié. Thomas Girtin (1775-1802), trad. par Hélène Dauniol-Remaud, Futuropolis, 2023  (ISBN 9782754836043)[2]

## Prix et récompenses
- 1994 : Prix Eisner du meilleur album pour Petits Meurtres (avec Alan Moore)